# Emma Corrin
Emma Corrin (ur. 13 grudnia 1995) – brytyjska aktorka filmowa i telewizyjna, która grała m.in. księżną Dianę w 4. sezonie serialu The Crown.

## Wczesne lata
Urodziła się w Royal Tunbridge Wells. Jej ojcem jest businessman Chris Corrin natomiast matką pochodząca z RPA Juliette Corrin, dziecięca logopeda. Ma dwóch młodszych braci – Richarda i Jonty’ego. Uczęszczała do żeńskiej rzymskokatolickiej szkoły z internatem Woldingham School w Surrey, gdzie rozwijała swoje zainteresowanie aktorstwem i tańcem. Corrin wzięła roczną przerwę, by wziąć udział w kursie szekspirowskim w London Academy of Music and Dramatic Art. Studiowała na kierunku 'Pedagogika, Angielski, Teatr i Sztuka' na Uniwersytecie Cambridge. W trakcie nauki występowała w uniwersyteckim teatrze amatorskim (CUADC) m.in. w sztukach Szekspira, ale też współczesnych. Zanim otrzymała znaczniejsze role pracowała w londyńskim sklepie z bielizną.

## Przebieg kariery
Corrin zyskała szerszą rozpoznawalność po swoim debiucie jako księżna Diana w czwartym sezonie serialu The Crown (2020). Wybrano ją do tej roli ze względu na wiek i cechy fizyczno-psychologiczne. Podczas nagrywania jednej z najtrudniejszych scen rozgrywającej się w basenie z lodowatą wodą trafiła do szpitala na obserwację z powodu niedotlenienia.

## Filmografia

### Filmy
| Rok  | Tytuł                                              | Rola                      |
| ---- | -------------------------------------------------- | ------------------------- |
| 2017 | Cesare                                             | Mica                      |
| 2018 | Alex’s Dream                                       | Beth                      |
| 2020 | Niepokorna miss (Misbehaviour)                     | Jillian Jessup            |
| 2021 | Anna X                                             | Anna                      |
| 2022 | Kochanek Lady Chatterley (Lady Chatterley’s Lover) | Lady Constance Chatterley |
| 2022 | Mój policjant (My Policeman)                       | młodsza Marion            |
| 2023 | W żałobie w drogę (Good Grief)                     | młoda artystka            |
| 2024 | Deadpool & Wolverine                               | Casandra Nova             |
| 2024 | Nosferatu                                          | Anna Harding              |

### Telewizja
| Rok  | Tytuł                      | Rola                 | Odcinek                   |
| ---- | -------------------------- | -------------------- | ------------------------- |
| 2019 | Grantchester               | Ester Carter         | 1 odc.                    |
| 2019 | Pennyworth                 | Esme Winikus         | 4 odc.                    |
| 2020 | The Crown                  | Diana, księżna Walii | gł. rola, sezon 4, 8 odc. |
| 2023 | Morderstwo na końcu świata | Darby Hart           | miniserial, gł. rola      |
| 2025 | Duma i uprzedzenie         | Elizabeth Bennet     | miniserial, gł. rola      |